# Новосуханівка
Новосухані́вка — село в Україні, у Степанівській селищній громаді Сумського району Сумської області. Населення становить 754 осіб. До 2020 орган місцевого самоврядування — Новосуханівська сільська рада.

## Географія
Село Новосуханівка знаходиться біля витоків річки Сумка, нижче за течією на відстані 1,5 км розташоване село Червоний Кут та зняте 1989 року з обліку Любиме. Поруч проходить автомобільна дорога Р61.

## Історія
- Село Новосуханівка відоме з XVIII століття.
- У 1900 р. в селі заснований спиртовий завод.
- 12 червня 2020 року, відповідно до розпорядження Кабінету Міністрів України № 723-р «Про визначення адміністративних центрів та затвердження територій територіальних громад Сумської області», село увійшло до складу Степанівської селищної громади[1].
- 19 липня 2020 року, в результаті адміністративно-територіальної реформи та ліквідації Сумського району(1923—2020), увійшло до складу новоутвореного Сумського району[2].

## Відомі люди

### Відомі уродженці
- Андрієнко Василь Прокопович (1925—1983) — Герой Радянського Союзу (1945).